# Medgar Evers
Medgar Wiley Evers, (født 2. juli 1925 i Decatur, Mississippi, død 12. juni 1963 i Jackson, Mississippi), var en amerikansk borgerrettighedsaktivist. Han blev myrdet af Byron De La Beckwith.
Historien blev indspillet som filmen Ghosts of Mississippi.